# Machaerium
Machaerium Pers. é um género botânico pertencente à família Fabaceae. 
Tem por sinônimo Drepanocarpus G.Mey. Os individuos desse gênero são todos de substrato terrícola nas formas de vidas arbusto, árvore e liana.
Existem cerca de 140 espécies. Listam-se algumas mais vulgares:
- M. aculeatum Raddi - chimbé-mole
- M. acutifolium Vogel - bico-de-pato
- M. amplum Benth.
- M. brasiliensis Vogel
- M. cuspidatum Kuhlm. & Hoehne
- M. declinatum (Vell.) Stellfeld
- M. decorticans
- M. ferox (Mart. ex Benth.) Ducke
- M. floribundum Benth.
- M. floridum (Mart. ex Benth.) Ducke
- M. fulvovenosum H.C.Lima
- M. hirtum (Vell.) Stellfeld
- M. incorruptibile (Vell.) Benth.
- M. inundatum (Mart. ex Benth.) Ducke
- M. lanceolatum (Vell.) J.F.Macbr.
- M. latifolium Rusby
- M. leiophyllum (DC.) Benth.
- M. lunatum (L.f.) Ducke
- M. macrophyllum Benth.
- M. nyctitans (Vell.) Benth. - chimbé, bico-de pato, jacarandá
- M. opacum Vogel - jacarandá
- M. paraguariense Hassl. - jacarandá-roxo, jacarandá-de-espinhos, jacarandá
- M. quinata (Aubl.) Sw.
- M. reticulatum (Poir.) Pers
- M. scleroxylon Tul.
- M. stipitatum Vogel - sapura, sapuvinha
- M. triste Vogel
- M. vestitum Vogel - Sapuvussu
- M. villosum Vogel - Jacarandá-paulista

1. ↑  «Machaerium — World Flora Online». www.worldfloraonline.org. Consultado em 19 de agosto de 2020
2. ↑  SiBBr. «Machaerium». ala-bie.sibbr.gov.br (em inglês). Consultado em 1 de abril de 2021
3. ↑  «Flora do Brasil 2020». floradobrasil.jbrj.gov.br. Consultado em 1 de abril de 2021